# Jimena Araya
Jimena Romina Araya Navarro (Maracay, 5 de septiembre de 1983) también conocida por su apodo Rosita, es una actriz y modelo venezolana, reconocida por su interpretación de «Rosita», en los programas venezolanos de humor Cheverísimo y ¡A que te ríes!, del canal Venevisión.
Fue acusada por la justicia venezolana por su presunta colaboración en la fuga de Héctor Guerrero Flores (alias "Niño Guerrero") del Centro Penitenciario de Aragua, en el estado Aragua, siendo capturada el 29 de octubre y días más tarde puesta en libertad bajo fianza, esperando sentencia sobre su caso.

## Biografía y carrera artística
Empezó en el medio artístico como modelo de novelas en RCTV, en la telenovela Negra consentida, luego participó en El amor las vuelve locas. Posteriormente migró a la ciudad de Miami a estudiar inglés, donde tuvo la oportunidad de debutar en la televisión estadounidense y participar en la telenovela El cuerpo del deseo que protagonizaba Mario Cimarro. Más tarde regresa a Venezuela, donde participó en la telenovela Los misterios del amor, haciendo un personaje de doctora. Luego de pasar por Cheverísimo y Fábrica de Comedias, formó parte del elenco del programa humorístico para adultos ¡A que te ríes! del canal venezolano Venevisión.
La popularidad de su personaje "Rosita", le permitió presentarse en varios eventos a nivel nacional, con un show humorístico similar al de los sketchs de los programas Cheverísimo y A Qué te Ríes, y acompañada en varias ocasiones por el actor de comedia Carlos Rodríguez, en el personaje de El Portu Don Emilio.
Integró el elenco del show "Divas de Venezuela", junto a Roxana Díaz, Dayra Lambis, Juliet Lima, Paula Bevilacqua y Astrid Carolina Herrera, realizando varias giras por el país, con mucho éxito en sus presentaciones.
Asimismo, posó para la reconocida revista Urbe Bikini, en la edición de noviembre del 2012.

## Vida privada
Rosita, mantuvo una relación sentimental con Luidig Ochoa; creador de la serie Carcel o Infierno, hasta el momento de su asesinato; en 2014. Actualmente radica en la Ciudad de México, donde se desempeña como actriz, modelo y DJ. El 23 de mayo de 2023, reveló que estaba esperando su primer hijo. El 15 de septiembre, nació Uziel.

### Caso «Rosita»
El escándalo comenzó cuando se dictó una orden de aprehensión en su contra por su presunta vinculación con la fuga del pran "El niño Guerrero", del Centro Penitenciario de Aragua. Araya no se entregó, sin embargo, fue arrestada el 29 de octubre de 2012 en la ciudad de Valencia (estado Carabobo). Días más tarde fue puesta en libertad bajo fianza y se espera el juicio en contra de ella.